# 南京市鼓樓幼兒園
南京市鼓樓幼兒園前身是鼓樓幼稚園，即國立東南大學教育科實驗幼稚園，由南京高等師範學校和國立東南大學（後改為國立中央大學、南京大學）教育科（教育科即今南京師範大學）教授陳鶴琴在陶行知、徐養秋等人支持下於民國12年（1923年）創辦。鼓幼在中國幼兒教育史上具有特殊的意義，是中國現代幼兒教育的誕生地，也是中國歷史上第一所開展現代教育科學研究的幼稚園。民國早年作為南京高師與東大實驗幼稚園的鼓樓幼稚園，和南高、東大附屬小學、附屬中學一起，構成了現代中國基礎教育科學化研究的實驗中心。1952年8月，鼓樓幼稚園改名為南京市鼓樓幼兒園。

## 鼓幼名師
- 陳鶴琴
- 張宗麟
- 鐘昭華
- 屠哲梅
- 甘夢丹

## 關聯
- 國立中央大學
- 國立南京大學
- 南京大學
- 南京師範大學
- 南京師範大學附屬中學
- 南京師範大學附屬小學

## 链接
- 南京市鼓樓幼兒園 （页面存档备份，存于）
- 鼓楼幼儿园与中国幼儿教育 作者：徐惠湘